# هری بلند
هری بلند (انگلیسی: Harry Bland؛ زادهٔ ۱۲ ژانویهٔ ۱۸۹۸) بازیکن فوتبال اهل بریتانیا است.
از باشگاه‌هایی که در آن بازی کرده‌است می‌توان به باشگاه فوتبال پلیموث آرگیل و باشگاه فوتبال کاردیف سیتی اشاره کرد.